# 浜谷真理子
浜谷 真理子（はまたに まりこ、1979年4月18日 - ）は、マスターワークス所属の歌手、女優。
大阪府生まれ、東京都、熊本県育ち。血液型A型。趣味は料理（おいしいものをたべること、作ること）など。

## 出演

### 映画
- 時をかける少女（1997年）

### テレビ
- BSどーもくんワールド
- BSななみDEどーも（いずれもNHKBS2）

### 舞台
- 劇団仲間 十二月物語『森は生きている』（2024年12月21日 - 27日、紀伊國屋サザンシアター TAKASHIMAYA）[1]